# Utveda
Utveda är en småort i Vätö socken i Norrtälje kommun, Stockholms län. 